# Imi Lichtenfeld
Emrich Lichtenfeld (1910-1998), conocido también como Imi Lichtenfeld fue un boxeador y atleta israelí, creador y difusor del método de combate conocido como krav magá.

## Biografía
Nació el 26 de mayo de 1910 en  la ciudad de Budapest y creció en Bratislava. El padre de Lichtenfeld era jefe de policía en Bratislava, integrada entonces en la República de Checoslovaquia, mientras regentaba un gimnasio de boxeo. Con esta influencia, Lichtenfeld se convirtió en boxeador y aprendió otras tácticas de lucha, como la Lucha Libre Olímpica y el jiu-jitsu, llegando a integrarse en el equipo nacional checoslovaco de lucha. 
Durante la década de 1930 el antisemitismo empezó a fortalecerse en Europa Central y la comunidad judía de Bratislava empezó a sufrir violentos ataques de bandas antisemitas, ante lo cual Lichtenfeld intervino enseñando técnicas de pelea boxística a la colectividad hebrea, con fines de autodefensa. Tras una visita a Palestina en 1935, Lichtenfeld constató que las tácticas de lucha deportiva resultaban muchas veces inútiles para enfrentar la brutalidad de una pelea callejera.
Ante esta situación, Lichtenfeld ideó un nuevo sistema de lucha, carente de reglas y sustentado por unos principios fundamentales de autoprotección y contraataque, que pudiera ser utilizado por cualquier individuo para repeler cualquier clase de ataque físico, dando lugar al krav magá como técnica de combate cuerpo a cuerpo que permitiera al individuo defenderse por sí mismo de modo rápido y efectivo contra atacantes, armados o no, pudiendo usar estas tácticas en situaciones que no le son familiares, o donde tenga movimientos limitados. 
Después que Checoslovaquia fuera desmembrada por presión de la Alemania nazi en marzo de 1939, Bratislava se convirtió en capital de la joven República de Eslovaquia, aliada de Alemania, y donde el antisemitismo empezó a manifestarse en forma mucho más violenta y agresiva. Lichtenfeld se vio obligado a huir de su país en 1940 y emigró a Palestina, donde se unió a las milicias judías de autodefensa, patrocinadas por el gobierno británico, y que serían la semilla de las Fuerzas de Defensa de Israel, siendo incorporado a los instructores que ya enseñaban allí técnicas de combate cuerpo a cuerpo y desarrollando los conceptos finales del krav magá. 
Tras la disolución de los batallones judíos del ejército británico acantonado en Palestina, Lichtenfeld se unió a las milicias nacionalistas judías del Haganá, entrenando a sus grupos de ataque (o Palmaj) en tácticas de lucha que incluían el krav magá. Tras la proclamación del Estado de Israel en mayo de 1948, Lichtenfeld se convirtió en instructor de las Fuerzas de Defensa de Israel para combate cuerpo a cuerpo y artes marciales, posición desde la cual difundió el krav magá entre las tropas, hasta convertirlo en el sistema de combate "oficial" de las fuerzas armadas israelíes.
En 1964 Imi Lichtenfeld se retiró del ejército israelí y desde 1967 comenzó a enseñar privadamente el krav magá a estudiantes civiles, iniciando con un grupo de 10 alumnos, siendo los primeros Haim Zut, Rafi Elgrissi y Eli Avikzar. Durante la década de 1970 el krav magá empezó a difundirse entre la población civil israelí y la certificación otorgada por Lichtenfeld fue reconocida oficialmente por las autoridades educativas israelíes. En 1979, junto con algunos de sus principales alumnos, crea y dirige en Netania la Asociación Israelí  de Krav Maga, la cual dirigió hasta que cedió la batuta al Maestro Haim Gidon. En 1986 el krav magá empezó a difundirse en Estados Unidos. 
A inicios de la década de 1990 Lichtenfeld aceptó que algunos de sus alumnos formaran la Federación Internacional de Krav Magá. Manteniéndose en actividad constante, Imi Lichtenfeld falleció en la ciudad israelí de Netanya en 1998.
Su sucesor debería llevar el cinturón rojo pero no nombró sucesor.

## Libros
- Lo Presti, Gaetano. Krav Maga Borè srl, 2013. ISBN 8891103357 - 9788891103352
- Lo Presti, Gaetano. Imi Lichtenfeld - The Grand Master of Krav Maga  Borè srl, 2015. ASIN: B00VXZXG7K